# Tsuru Aoki
Tsuru Aoki, nata Aoki Tsuruko (青木 鶴子), (Tokyo, 9 settembre 1892 – Tokyo, 18 ottobre 1961), è stata un'attrice giapponese teatrale e cinematografica molto popolare, la cui carriera fu molto prolifica tra gli anni dieci e venti del Novecento.
Era sposata con Sessue Hayakawa, star del cinema muto hollywoodiano.

## Biografia
Nel 1903, ancora bambina, emigrò negli Stati Uniti, a Los Angeles, con la zia Sado Yacco e lo zio, Otojirō Kawakami, che in Giappone erano stati i proprietari del Teatro Imperiale. Tsuru andò poi a vivere a San Francisco dopo essere stata adottata da un altro zio, Aoki Toshio. Lo zio, che lavorava come disegnatore per un giornale locale, fu assunto da David Belasco per The Darling of the Gods e, a New York, fece prendere alla nipote lezioni di danza. Ritornata a Los Angeles, Tsuru cominciò a recitare al Japanese Theatre, dove venne notata da Thomas Ince, importante produttore cinematografico, che la mise sotto contratto. La giovane attrice fece, nel 1913, il suo debutto sullo schermo recitando a fianco di William Garwood in The Oath of Tsuru San. Nel 1914, prese parte a O Mimi San, un film che aveva come protagonista la giovanissima Mildred Harris e un affascinante giovane attore giapponese, Sessue Hayakawa, con il quale Tsuru aveva recitato a teatro l'anno precedente. Non passò molto tempo che i due convolarono a nozze, un matrimonio che sarebbe durato fino alla morte di Tsuru, nel 1961. Qualche settimana più tardi, uscì nelle sale The Wrath of the Gods, melodramma sull'amore interazziale tra un bianco ed un'asiatica (interpretati rispettivamente da Frank Borzage e da Tsuru), un film che riscosse un grande successo di critica e di pubblico. Gli altri protagonisti del film erano Sessue Hayakawa e Gladys Brockwell. Tsuru e Sessue continuarono a girare film in coppia e, nel corso della loro carriera, i due sarebbero apparsi sullo schermo almeno una ventina di volte insieme.
Uno dei film muti più noti di Tsuru Aoki fu The Dragon Painter, dove, diretta da William Worthington, era una giovane donna che insegnava a un solitario pittore che viveva in montagna chiuso nel suo mondo (il pittore era interpretato da Hayakawa), ad affrontare la civiltà e a diventare un grande artista.
Altri film degni di nota di quel periodo furono The Typhoon, The Vigil, The Geisha (tutti del 1914), The Chinatown Mystery (del 1915), His Birthright (1918) e The Breath of the Gods (1920). Negli anni dieci, Tsuru Aoki apparve in circa una quarantina di film, spesso nel ruolo della protagonista, cosa che, in precedenza, non era mai accaduta per un'attrice asiatica.
Nel 1923, recitò in La Bataille, un film francese dove fu diretta dal marito e da Édouard-Émile Violet. Dopo il ritorno negli Stati Uniti, fece ancora soltanto tre film, prima di ritirarsi dalle scene per accudire i tre figli che aveva avuto con Hayakawa. Il suo ultimo film muto fu The Danger Line, distribuito nel 1924. Sarebbe ritornata sugli schermi solo nel 1960, per apparire in All'inferno per l'eternità, il suo unico film sonoro, in un ruolo di contorno insieme al marito. L'attrice morì l'anno seguente in Giappone per peritonite acuta all'età di 69 anni.

## Filmografia
- The Oath of Tsuru San, regia di Lucius Henderson - cortometraggio (1913)
- O Mimi San, regia di Charles Miller - cortometraggio (1914)
- The Courtship of O San, regia di Charles Miller - cortometraggio (1914)
- The Geisha, regia di Raymond B. West - cortometraggio (1914)
- Love's Sacrifice, regia di George Osborne - cortometraggio (1914)
- The Wrath of the Gods, regia di Reginald Barker (1914)
- A Tragedy of the Orient, regia di Reginald Barker - cortometraggio (1914)
- A Relic of Old Japan, regia di Reginald Barker - cortometraggio (1914)
- Desert Thieves, regia di Scott Sidney - cortometraggio (1914)
- Star of the North, regia di Jay Hunt - cortometraggio (1914)
- The Curse of Caste, regia di Reginald Barker - cortometraggio (1914)
- The Village 'Neath the Sea, regia di Jay Hunt - cortometraggio (1914)
- The Death Mask, regia di Thomas H. Ince - cortometraggio (1914)
- The Typhoon, regia di Reginald Barker (1914)
- Nipped, regia di George Osborne - cortometraggio (1914)
- The Vigil, regia di George Osborne - cortometraggio (1914)
- Mother of the Shadows, regia di George Osborne - cortometraggio (1914)
- The Last of the Line, regia di Jay Hunt - cortometraggio (1914)
- The Famine, regia di George Osborne - cortometraggio (1915)
- The Chinatown Mystery, regia di Reginald Barker - cortometraggio (1915)
- The Beckoning Flame, regia di Charles Swickard (1915)
- Anima di straniero (Alien Souls), regia di Frank Reicher (1916)
- The Honorable Friend, regia di Edward J. Le Saint (1916)
- L'anima di Koura-San (The Soul of Kura San), regia di Edward LeSaint (1916)
- L'odio del rajah (Each to His Kind), regia di Edward J. Le Saint (1917)
- The Call of the East, regia di George H. Melford (1917)
- The Curse of Iku, regia di Frank Borzage (1918)
- Il sacrificio di Tamura (The Bravest Way), regia di George Melford (1918)
- His Birthright, regia di William Worthington (1918)
- A Heart in Pawn, regia di William Worthington (1919)
- The Courageous Coward, regia di William Worthington (1919)
- The Gray Horizon, regia di William Worthington (1919)
- Il pittore dei draghi (The Dragon Painter), regia di William Worthington (1919)
- Bonds of Honor, regia di William Worthington (1919)
- Locked Lips, regia di William C. Dowlan (1920)
- A Tokyo Siren, regia di Norman Dawn (1920)
- The Breath of the Gods, regia di Rollin Sturgeon (1920)
- Black Roses, regia di Colin Campbell (1921)
- Five Days to Live, regia di Norman Dawn (1922)
- La Bataille, regia di Sessue Hayakawa, Édouard-Émile Violet (1923)
- The Danger Line, regia di Édouard-Émile Violet (1924)
- The Great Prince Shan, regia di A.E. Coleby (1924)
- Sen Yan's Devotion, regia di A.E. Coleby (1924)
- All'inferno per l'eternità (Hell to Eternity), regia di Phil Karlson (1960)